# Le Maître-nageur
Pour plus de détails, voir Fiche technique et Distribution.
Le Maître-nageur est un film français de Jean-Louis Trintignant sorti en 1979.

## Synopsis
Marie (Stefania Sandrelli), fille d'émigrés italiens, employée dans une usine de textile du Nord de la France, a épousé Marcel (Guy Marchand) chanteur de charme après avoir rêvé de lui. Elle veut fuir à tout prix sa condition de femme modeste, le fait ensuite engager comme maître-nageur par le milliardaire Zopoulos, rêvant d'eau et de beaucoup d'argent. Marcel va rencontrer Logan (Jean-Claude Brialy), le majordome de Zopoulos, qui va lui apprendre les étranges mœurs du milliardaire. Après avoir perdu aux jeux contre son patron, Marcel va devoir participer à un concours mis en place par le milliardaire pour rembourser sa dette : le but du jeu est de rester le plus longtemps possible dans la piscine.

## Fiche technique
- Titre de travail : Les poissons détestent le vendredi
- Réalisation : Jean-Louis Trintignant, assisté de Patrick Grandperret
- Scénario et Adaptation : Françoise Emion, Jean-Claude Emion, Robert Emion et Jean-Louis Trintignant (non crédité) (d'après le roman de Vahé Katcha)
- Dialogues : Françoise Emion, Jean-Claude Emion et Robert Emion
- Producteurs : Humbert Balsan, Serge Marquand et Stéphane Tchalgadjieff
- Image : Jean-Jacques Flori
- Montage : Henri Lanoë
- Décors de plateau : Daniel Budin et Gloria Kent
- Sociétés de production : Nadja Films et Odyssey
- Genre : Comédie satirique, Surréalisme
- Durée : 90 minutes
- Date de sortie: 28 mars 1979

## Distribution
- Guy Marchand : Marcel Potier
- Stefania Sandrelli : Marie Mariani Potier
- Jean-Claude Brialy : Logan, le majordome de Zopoulos
- Moustache : Achille Zopoulos
- Jean-Louis Trintignant : le jardinier de Zopoulos
- Christian Marquand : Paul Jouriace
- François Perrot : Maître Dalloz
- Serge Marquand : Alfredo
- Jacques Ramade : un candidat du marathon nautique
- Pierrick Mescam : Maître Doucet
- Jacques Canselier : le petit homme
- Cheik Doukouré : le Noir
- Tony Librizzi : le Corse
- Rabah Loucif : l'Arabe
- Jean-Pierre Sentier : le garçon de café
- Philippe Harang : dans son propre rôle
- Yvan Beuchard : un des nageurs qui se colle de la peinture dans le dos lors de l'entretien
- Benoît Ferreux : la garagiste
- Robert Emion (caméo)
- Jean-Claude Emion (caméo)
- Françoise Emion (caméo)
- Christophe Emion
- Jean Marquand
- Béatrice Chatelier
- Théo Savon
- Frédéric Jérome
- Tania Sourseva
- Maurice Destandau
- Laurent Destandau
- Anne-Catherine d'Ardenne
- L'Association des Italiens de Roubaix : famille et voisins de Marie

## Autour du film
Le film a été un échec commercial.
C'est le deuxième film de Jean-Louis Trintignant en tant que réalisateur, le premier étant Une journée bien remplie sorti en 1973.
Il s'est entouré pour ce film de ses amis pilotes de courses. En effet, Guy Marchand, et Moustache, font eux aussi partie de la même écurie automobile Star Racing Team.
Les trois producteurs du film, à savoir (Humbert Balsan, Serge Marquand et Stéphane Tchalgadjieff) ont chacun réalisé une séquence.
C'est l'un des premiers film à utiliser la caméra Louma, qui sera utilisé la même année par Steven Spielberg pour son film 1941, qui par ailleurs avait déjà été utilisé en 1976 par Roman Polanski pour son film Le Locataire et qui sera utilisé ultérieurement par Dario Argento et son film Ténèbres.
Le film a été tourné à Lambesc dans les Bouches-du-Rhône, Le Brusc dans le Var et à Roubaix dans le Nord.